# Cuscomys ashaninka
Espèce
Statut de conservation UICN

 DD  : Données insuffisantes
Cuscomys ashaninka  est une espèce des petits rongeurs de la famille des Abrocomidae. Elle est endémique du Pérou.
L'espèce a été décrite pour la première fois en 1999 par la mammalogiste uruguayenne Louise H. Emmons.